# Henri Dorgères

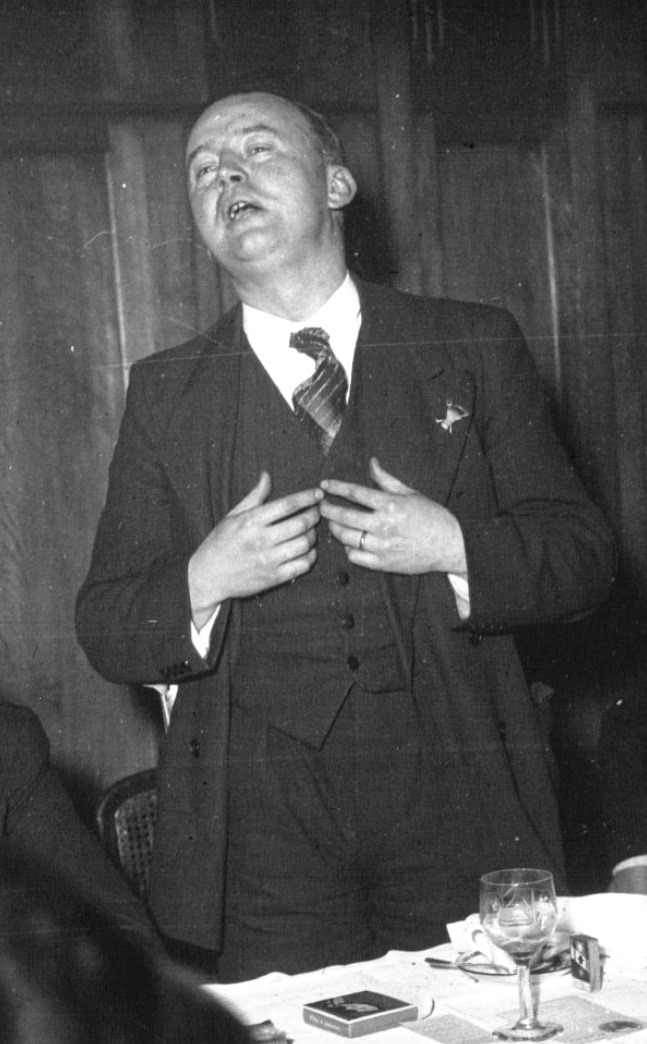
Henri Dorgères

Henri-Auguste d’Halluin, genannt Henri Dorgères, (* 6. Februar 1897 in Wasquehal; † 22. Januar 1985 Yerres) war ein französischer Politiker und Bauernvertreter, der hauptsächlich in der Zwischenkriegszeit aktiv war. Er war Gründer der (dem Faschismus nahestehenden) Comités de défense paysanne; in Frankreich spricht man über die Ideologie dieser Gruppe vom Dorgerismus.

## Frühe Jahre
Er war der Sohn von Léon Auguste Joseph d’Halluin aus Mouvaux, der sich nach seiner Heirat in Wasquehal niedergelassen hatte und dort eine Metzgerei besaß, und von Clotilde Marie Leveugle. Henri besuchte die Grundschule in der laizistischen École du Capreau und erhielt den Preis des Départements für das Grundschulzeugnis. Sein Vater starb 1909 und Henri half seiner Mutter bei der Führung der Metzgerei. Er konnte seine Ausbildung nur dank eines Stipendiums am Gymnasium in Tourcoing fortsetzen.
Henri d’Halluin wurde im Ersten Weltkrieg dreimal gefangen genommen. Im Februar 1918 wurde er in der Festung von Brügge inhaftiert. Im Oktober gelang ihm die Flucht und er schaffte es, sich wieder zu den alliierten Linien durchzuschlagen. Für diese Tat wurde ihm das Kriegskreuz verliehen.
Er machte sein Baccalauréat ès lettres und entschied sich für eine juristische Laufbahn. Er absolvierte zwei Jahre lang ein Jurastudium. In dieser Zeit war er als Royalist bekannt. Während er als Publizist in Wasquehal arbeitete, heiratete er am 23. April 1921 in Lille Cécile Cartigny und trat im selben Jahr bei der Zeitung Nouvelliste de lOuest in Rennes ein. Ab 1922 ließ er sich endgültig im Département Ille-et-Vilaine nieder und lernte dort die Schwierigkeiten der bäuerlichen Verhältnisse kennen, für die er sofort ein überzeugter Verteidiger wurde. Ab 1925 war Henri d’Halluin Redakteur der katholischen Tageszeitung Le Nouvelliste de Bretagne und später Direktor des Progrès agricole de l'Ouest, den er zu einer wichtigen Fachzeitung machte. In dieser Zeit nahm er das Pseudonym Dorgères an, um seine Artikel zu unterschreiben. Seine Gegner stellten ihn früh als rechten Aktivisten dar.

## Comités de défense paysanne

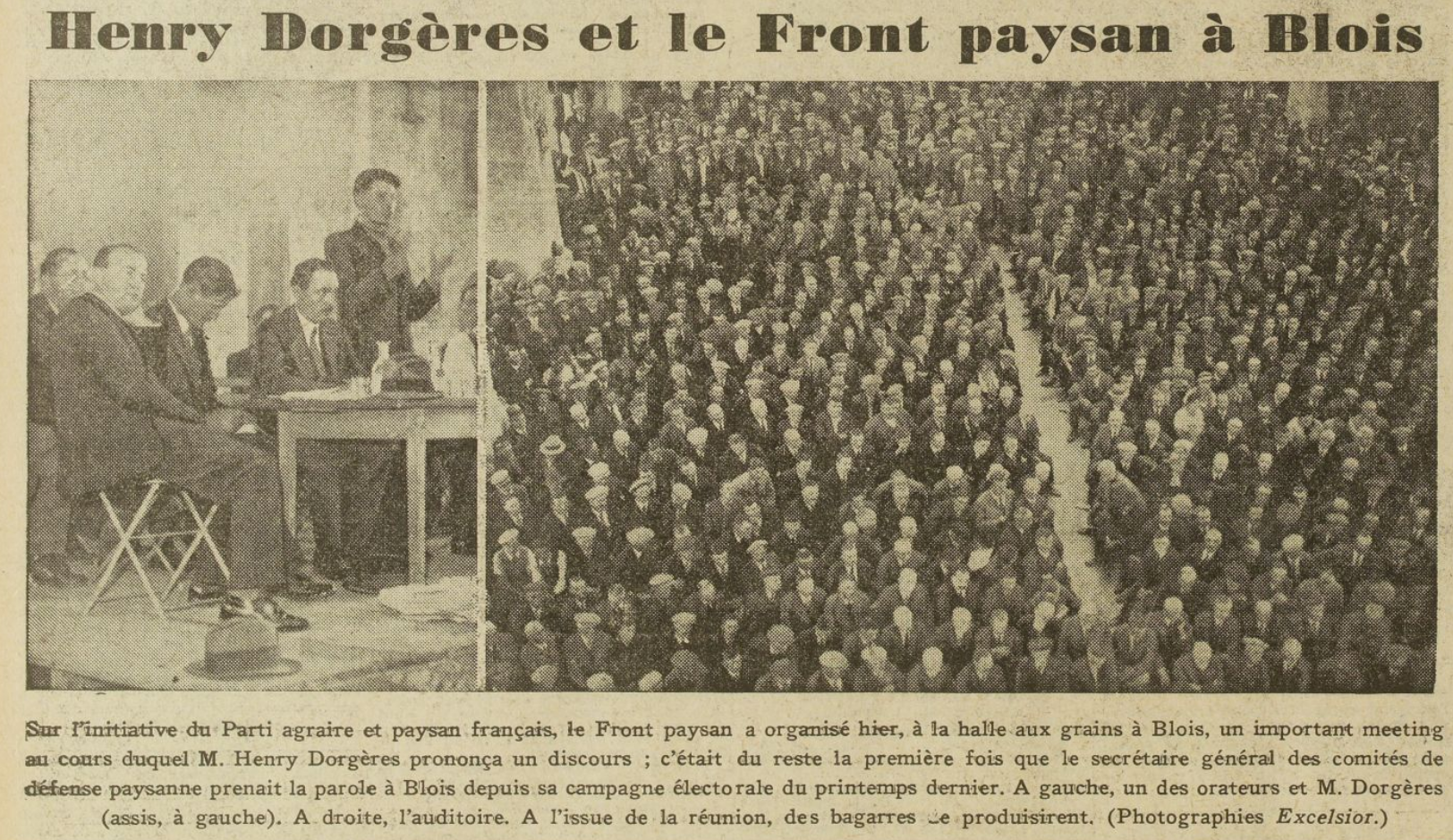
Henri Dorgères in Blois; Excelsior vom 23. September 1935

Er gründete 1929 die Comités de défense paysanne, die nach der Farbe ihrer Uniform auch „Grünhemden“ genannt wurden, und hatte vor allem im Norden und Westen des ländlichen Frankreichs der Vorkriegszeit einen gewissen Einfluss. Er forderte in den 1930er Jahren einen autoritären, korporatistischen Staat, der den Sturz der Republik umfasste. Im Jahr 1934 erklärte er wie folgt:

« Ich glaube an die Entwicklung einer Bewegung faschistischer Art (...) Wenn ihr, französische Bauern, wüsstet, was Mussolini für die italienischen Bauern getan hat, würdet ihr alle einen Mussolini für Frankreich fordern? »

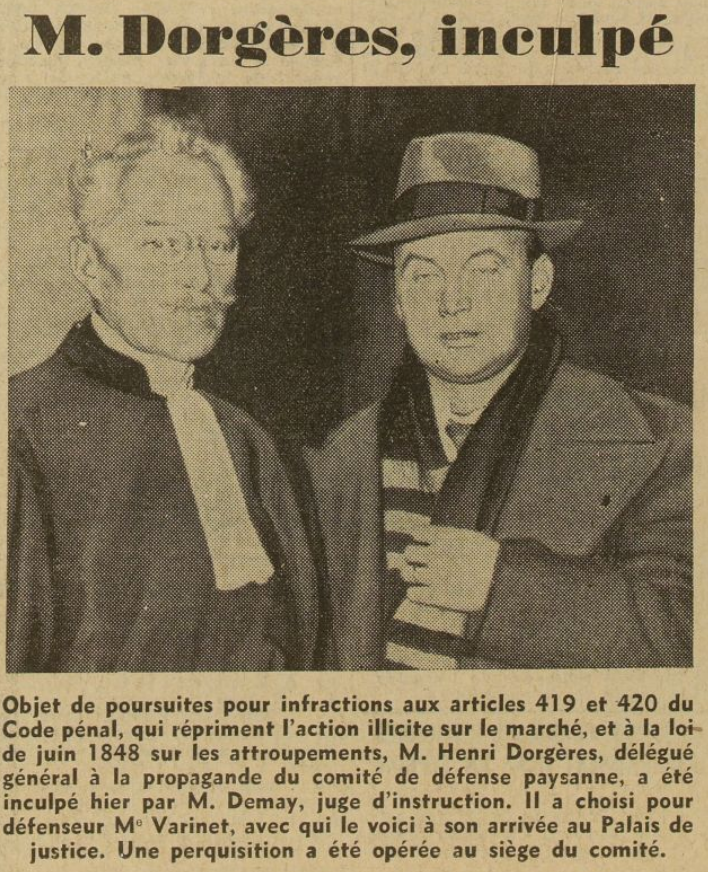
Henri Dorgères im Excelsior vom 3. Oktober 1936

Der Antisemit Dorgères beschuldigte die Familie Louis-Dreyfus häufig, illegal Weizen zu importieren und so den Markt „kaputt zu machen“. Gestützt auf zahlreiche lokale und nationale Zeitungen, behauptete seine Bewegung Ende der 1930er Jahre bis zu 420.000 Mitglieder zu haben. Nach und nach organisierte sie um den Progrès agricole herum mehrere Bewegungen für bäuerliche Aktionen. Zunächst war es das „Comité de défense paysanne contre les assurances sociales“ (Komitee zur Verteidigung der Bauern gegen die Sozialversicherungen), das 1929 in Ille-et-Vilaine gegründet wurde, weil es gegen das Gesetz vom 5. April 1928 war, das die Sozialversicherungen auf die Landarbeiter ausdehnte. Es folgten 1934 die Bewegungen Front paysan, Défense paysanne (Bauernverteidigung) und Jeunesses paysannes (Bauernjugend). 1935 war er Generalsekretär der Ligue des paysans de France (Liga der französischen Bauern) und im Jahr darauf Propagandabeauftragter des Syndicat agricole de défense paysanne (Landwirtschaftliche Gewerkschaft zur Verteidigung der Bauern). Am 20. Oktober 1936 wurde Henri Dorgères in Paris verhaftet, als Landwirte versuchten, den Verkauf von Blumenkohl in den zentralen Markthallen zu verhindern.
1935 kandidierte er als Kandidat des Front paysan erfolglos bei den Nachwahlen im Wahlkreis Blois, wo er im zweiten Wahlgang knapp dem radikal-sozialistischen Kandidaten Émile Laurens unterlag.

## Zweiter Weltkrieg
Ende 1939 trat er als Freiwilliger in das Freikorps des 15. alpinen Infanterieregiments ein und kämpfte im Elsass: Er wurde zum Gefreiten (Caporal) ernannt, erhielt das Kriegskreuz und wurde mit einer Belobigung ausgezeichnet. In Saint-Valery-en-Caux wurde er von den Deutschen gefangen genommen und flüchtete in die freie Zone. Als Unterstützer Philippe Pétains wurde er zum Generaldelegierten für Organisation und Propaganda der von Pierre Caziot am 21. Januar 1941 gegründeten Corporation paysanne (Bauernkorporation) ernannt. 1943 veröffentlichte er Révolution paysanne, in dem sich bereits eine Reihe von Themen herauskristallisierten, die den Poujadismus vorwegnahmen: „Der Beamte, das ist der Feind“, und in dem insbesondere die Figur des Landlehrers und der „Schule der Entwurzelung“ angegriffen wurde. Als Verteidiger des kleinen Bauernhofs entfernte er sich nach und nach von der Korporation, die von den Großgrundbesitzern dominiert wurde. Dieses Engagement hindert ihn keineswegs daran, entflohenen Gefangenen und verfolgten Widerstandskämpfern zu helfen: „Während der Besatzungszeit stellte er Hunderte von gefälschten Ausweisen an entflohene Gefangene oder an von den Besatzern verfolgte Personen aus. Und oftmals hat er sie persönlich über die Demarkationslinie gebracht“.
Seine Basisorganisationen standen am Anfang der Corporation paysanne von Vichy, in der er den Rang eines Generals erreichte. Er wurde von Marschall Pétain mit dem Francisque-Orden ausgezeichnet. Henri Dorgères wurde im August 1944 von den Alliierten festgenommen und in Paris inhaftiert. Er wurde zu zehn Jahren nationaler Unwürdigkeit verurteilt, wegen seiner Verdienste um die Résistance amnestiert und am 26. April 1946 freigelassen. Ein Ministerialerlass vom Juni 1945 schloss ihn jedoch für fünf Jahre von jeglicher Beteiligung an landwirtschaftlichen Gremien aus.

## Späte Jahre
Er war von 1956 bis 1958 Abgeordneter des Départements Ille-et-Vilaine in der Nationalversammlung auf den poujadistischen Listen der Union pour le salut de la patrie (Union für die Rettung des Vaterlandes). 1958 wurde er bei den Wahlen geschlagen.
Er lehnte die Ratifizierung der Verträge zur Gründung der Europäischen Wirtschaftsgemeinschaft (EWG) und von Euratom ab und enthielt sich am 19. Juli 1957 bei der Abstimmung über die Verlängerung der Sondervollmachten in Algerien der Stimme, sprach sich aber gegen das Rahmengesetz über Algerien (loi cadre) aus, später auch gegen den von Félix Gaillard abgeänderten Entwurf. Er war einer der drei Abgeordneten, die am 27. Mai 1958 nicht an der Abstimmung über die Verfassungsänderung teilnahmen. Am 1. Juni sprach er General de Gaulle das Vertrauen aus und war einer der beiden einzigen Abgeordneten, die sich am 2. Juni bei der Abstimmung über die Vollmachten freiwillig enthielten, aber die Verfassungsänderung unterstützten.
Henri Dorgères gründete 1957 mit Pierre Poujade und Paul Antier das Rassemblement paysan (Bauernversammlung). Er arbeitete an der Zeitung La Révolution Syndicaliste mit, dem Organ der französischen Parti national-syndicaliste français (National-Syndikalistische Partei).

## Bewertung
Der amerikanische Historiker Robert Paxton spricht vom Dorgerismus als einer wichtigen Bewegung in der zeitgenössischen Geschichte der ländlichen Gebiete Frankreichs. Er stelle die Frage nach dem Platz der Bauern in einer Gesellschaft, die durch den Ersten Weltkrieg zutiefst erschüttert wurde. Henri Dorgères sei es gelungen, die Wut vieler französischer Bauern einzufangen und zu verstärken, als die Krise in der Landwirtschaft die sozioökonomischen Bestrebungen, die der Kontext der Nachkriegszeit hervorgebracht hatte, wieder in Frage stellte. 
Es gibt eine anhaltende historische Debatte darüber, ob und inwieweit Dorgères als faschistisch angesehen werden kann. Für den Historiker Ronald Hubscher verkörpert der Dorgerismus „die ländliche Seite der faschistischen Ligen im Frankreich der 1930er Jahre“.

## Werke
- Haut les fourches. E. Ramlot, 1936, ISBN 978-2-402-03382-4 (google.de).
- Révolution paysanne. Jean Renard, 1943.
- Au XXe siècle : dix ans de jacquerie. Les Editions du Scorpion, 1959, ISBN 978-2-307-06264-6 (google.de).
- Au temps de fourches. Éditions France-Empire, 1975 (google.de).

Eine ausführliche Werksliste findet sich im Weblink der französischen Nationalbibliothek.